# Tischner (album)
Album Tischner zarejestrowany w 2006 roku w studio S3 i S4 Polskiego Radia w Krakowie, to wspólne wydawnictwo połączonych sił zespołów Voo Voo i rodzinnej góralskiej kapeli Trebunie-Tutki pod wspólną nazwą Trebunie-Tutki + Voo Voo-nootki. Na płycie zawarte są myśli księdza Józefa Tischnera zapisane w tekstach Romana Kołakowskiego i górali z rodziny Trebuni-Tutków, np. skonstruowany w formie litanii utwór "Tischner czyta Katechizm" jest w rzeczywistości listą myśli księdza profesora wyrażonych w tytułach jego prac: Homo sovieticus, Miłość nas rozumie, Ksiądz na manowcach itp.

## Historia wydawnictwa

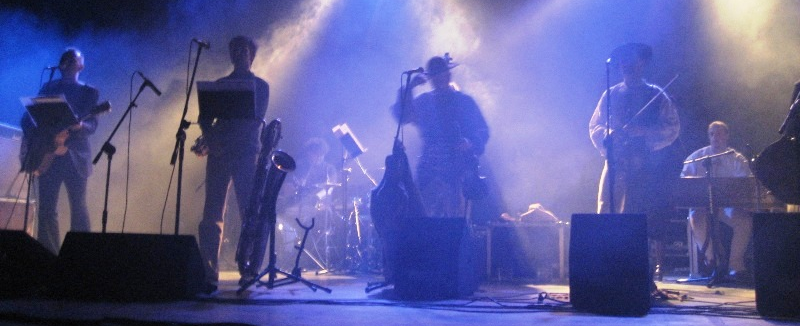
Voo Voo i Trebunie-Tutki podczas koncertu promującego płytę w warszawskim klubie Stodoła

Pierwotnie projekt miał nosić tytuł Pojednanie w sprzycności, następnie Colloquia Tischneriana – pod tym tytułem odbyły się dwa koncerty w październiku 2006 w ramach Studenckiego Festiwalu Piosenki (20 października 2006) i we Wrocławiu w ramach V Festiwalu Wyszehradzkiego (dzień później). Na koncercie krakowskim wystąpił również Marian Opania wspominając księdza Tischnera.
Z początkiem stycznia 2007 obie grupy odbyły serię koncertów zapowiadających wydanie płyty. Na koncertach tych oprócz utworów zawartych na płycie, zespół Trebunie Tutki wykonywał również utwory skomponowane przez Krzysztofa Trebunię z filmów Karolek i Historia filozofii po góralsku....
Premiera albumu miała miejsce 12 marca 2007 w rocznicę urodzin księdza Tischnera. Album ukazał się w formie książki z obszernym rozwinięciem myśli księdza Józefa Tischnera, jego spotkań z artystami występującymi na płycie i historią narodzin pomysłu rejestracji utworów.
Koncertowe wykonanie albumu uświetniło 45-lecie Programu III Polskiego Radia 1 kwietnia 2007.
Albumowi przyznano nagrodę Machinery 2007 w kategorii "Album roku"
Nagrania uzyskały status złotej płyty.

## Muzycy
- Trebunie-Tutki w składzie:

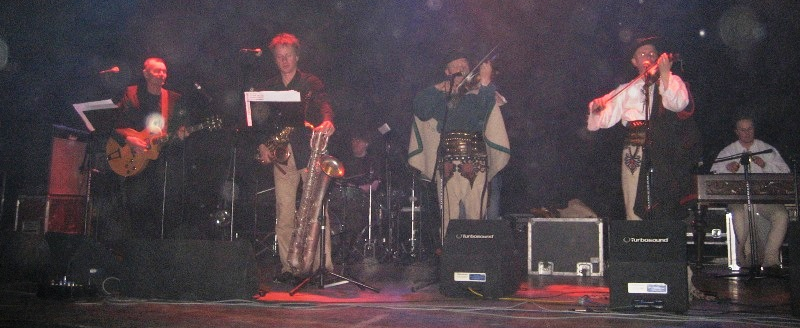

  - Władysław Trebunia-Tutka – skrzypce-prym, koza, śpiew
  - Krzysztof Trebunia-Tutka – skrzypce-prym i sekund, fujary, trombita, śpiew
  - Anna Trebunia-Wyrostek – basy, śpiew
  - Jan Trebunia-Tutka – altówka, śpiew
  - Andrzej Wyrostek – kontrabas, śpiew
  - Gościnnie: Robert Czech – cymbały

- Voo Voo w składzie:
  - Wojciech Waglewski – gitary, śpiew, produkcja muzyczna
  - Mateusz Pospieszalski – saksofony (sopranowy, altowy, barytonowy), flecik, śpiew, produkcja muzyczna
  - Karim Martusewicz – kontrabas elektryczny, bas akustyczny, produkcja muzyczna
  - Piotr "Stopa" Żyżelewicz – perkusja

- Piotr "Dziki" Chancewicz – realizacja nagrań, miks
- Sławomir Gładyszewski – Media Studio – realizacja nagrań
- Wojciech Gruszka – asystent
- Leszek Kamiński – mastering

- Krzysztof Kokoryn – obrazy, projekt graficzny
- Wojciech Kliczka – projekt graficzny

- Maciej Proliński – redakcja

- Mirosław Olszówka – manager projektu, idea płyty

## Lista utworów
| 1.  | Tischnera cytanie                                                  | 4:54    |

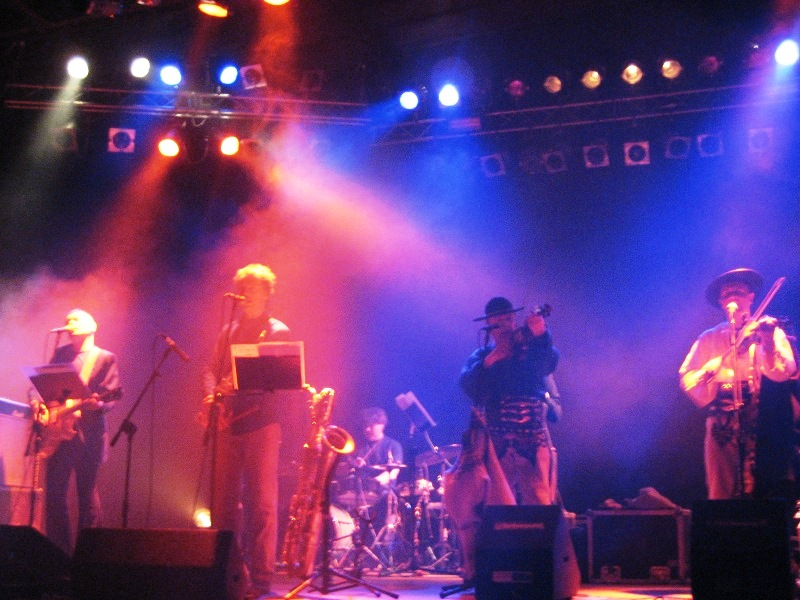

|     | - Krzysztof Trebunia – słowa i muzyka                              |         |
| 2.  | Droga wiedzie w błękicie                                           | 4:26    |
|     | - Roman Kołakowski – słowa - Karim Martusewicz – muzyka            |         |
| 3.  | Filozofia dramatu                                                  | 4:17    |
|     | - Roman Kołakowski – słowa - Wojciech Waglewski – muzyka           |         |
| 4.  | Majowe śpiewki                                                     | 4:56    |
|     | - Krzysztof Trebunia – słowa i muzyka                              |         |
| 5.  | Orla Perć                                                          | 4:00    |
|     | - Roman Kołakowski – słowa - Karim Martusewicz – muzyka            |         |
| 6.  | Suplikacje                                                         | 4:09    |
|     | - Roman Kołakowski – słowa - Mateusz Pospieszalski – muzyka        |         |
| 7.  | Nutko moja                                                         | 6:03    |
|     | - Krzysztof Trebunia – słowa i muzyka - Władysław Trebunia – słowa |         |
| 8.  | Tischner czyta Katechizm                                           | 4:19    |
|     | - Roman Kołakowski – słowa - Mateusz Pospieszalski – muzyka        |         |
| 9.  | Uśmiech                                                            | 3:19    |
|     | - Roman Kołakowski – słowa - Karim Martusewicz – muzyka            |         |
| 10. | Ironia                                                             | 4:00    |
|     | - Roman Kołakowski – słowa - Mateusz Pospieszalski – muzyka        |         |
| 11. | Nojskrytse marzenie                                                | 4:29    |
|     | - Izabela Zając – słowa - Krzysztof Trebunia – muzyka              |         |
| 12. | Czas                                                               | 5:48    |
|     | - Roman Kołakowski – słowa - Wojciech Waglewski – muzyka           |         |
| 13. | Zagrojcie nom – Tischnerowemu Platonowi                            | 5:15    |
|     | - Krzysztof Trebunia – słowa i muzyka                              |         |
| 14. | Na początku...                                                     | 4:21    |
|     | - Roman Kołakowski – słowa - Wojciech Waglewski – muzyka           |         |
|     |                                                                    | 1:04:16 |
|     |                                                                    |         |

## Single
- Uśmiech
- Filozofia dramatu